# Conjunto Urbano Privadas de la Hacienda
Conjunto Urbano Privadas de la Hacienda är en ort i Mexiko.   Den ligger i kommunen Zinacantepec och delstaten Mexiko, i den sydöstra delen av landet, 60 km väster om huvudstaden Mexico City. Conjunto Urbano Privadas de la Hacienda ligger 2 687 meter över havet och antalet invånare är 284.
Terrängen runt Conjunto Urbano Privadas de la Hacienda är varierad. Runt Conjunto Urbano Privadas de la Hacienda är det mycket tätbefolkat, med 2 103 invånare per kvadratkilometer. Närmaste större samhälle är Toluca, 8,0 km öster om Conjunto Urbano Privadas de la Hacienda. Runt Conjunto Urbano Privadas de la Hacienda är det i huvudsak tätbebyggt.